# Філівська лінія
Філі́вська лінія, Фільо́вська лінія (раніше — Арбатсько-Філівська, рос. Филёвская линия) — четверта лінія Московського метрополітену. На схемах позначається блакитним кольором. Ділянка до станції «Кунцевська» позначається числом , до станції «Міжнародна» — числом . Єдина лінія московського метро, не рахуючи Бутовської лінії, велика частина якої знаходиться на поверхні. Є шостою за датою відкриття: офіційною датою відкриття лінії вважається 7 листопада 1958 року, в той час як Кільцева лінія і Ризький радіус Калузько-Ризької лінії були відкриті раніше. При цьому першу чергу Філівської лінії було відкрито взагалі у складі першої черги як ділянку Кіровсько-Фрунзенської (Сокольницької) лінії.

## Історія

### Історія будівництва
Лінія має свій початок від дистанції мілкого закладення першої черги «Вулиця Комінтерну» — «Смоленська», побудованої в 1935 році, в 1937 році продовженої до станції «Київська». Між «Смоленською» і «Київською» знаходиться відкрита ділянка і побудований у 1937 році Смоленський метроміст. Дистанція входила до складу Кіровсько-Фрунзенської лінії, де існував вилковий рух від станції «Охотний ряд». В 1938 році дистанція увійшла до складу нової Арбатсько-Покровської лінії. При будівництві тунелів до «Площі Революції» були використані заділи, залишені в 1935 році.
Після попадання бомби у тунель «Арбатська» — «Смоленська» під час одного з бомбардувань 1941 року було прийнято рішення про необхідність будівництва паралельної дистанції глибокого закладення. В 1953 році дистанцію «Калінінська» — «Київська» було закрито.
Проте після приходу Хрущова до влади був прийнятий курс на здешевлення, і Арбатсько-Покровська лінія продовжена не була, замість цього на захід по поверхні землі вирішили будувати новий Філівський радіус. Дистанція «Калінінська» — «Київська» була відкрита повторно (вже у складі нової Арбатсько-Філівської лінії) 7 листопада 1958 року разом з новою наземною дистанцією «Київська» — «Кутузовська».
Спочатку планували відкрити дистанцію від «Київської» відразу до «Філі», але так як тунелі на перегоні «Кутузовська» — «Філі» не встигли здати в строк, було прийнято рішення пустити потяги до «Кутузовської». Станція «Філі» була відкрита тільки через рік, 7 листопада 1959 року.
Надалі лінія була продовжена до «Піонерської» (1961), потім до «Молодіжної» (1965) і тільки в 1989 році — до «Крилатського».
В 1985 році через реконструкцію Смоленського метромоста на кілька місяців знову була закрита дистанція «Калінінська» — «Київська», потяги в цей час ходили від «Молодіжної» до «Київської».
Станція «Крилатське» була побудована як тимчасова кінцева (в подальшому планувалося продовжити гілку в нові спальні райони — Строгіно і Митіно). Цим пояснюється наявність на ній перехресного з'їзду замість повноцінних тупиків. Але економічний спад в країні відклав ці плани на 20 років. Станції «Строгіно» і «Митіно» були відкриті у другій половині 2000-х років у складі Арбатсько-Покровської лінії, а Філівська гілка була «урізана» до «Кунцевської».
В 2005 році від станції «Київська» була прокладена відгалуження до споруджуваного Московського міжнародного ділового центру, організовано вилковий рух на станцію «Діловий центр» (на середину 2010-х Виставкова). В 2006 році була відкрита наступна за «Діловим центром», станція — «Міжнародна».
Після відкриття дистанції Арбатсько-Покровської лінії від станції «Парк Перемоги» до станції «Строгіно» в 2008 році, дистанція Філівської лінії від «Кунцевської» до «Крилатського» відійшла до Арбатсько -Покровської лінії. Станція «Кунцевська» реконструйована, і для Філівської лінії тепер призначено тільки 1 колія. Раніше, в 2007 році, для облаштування «Кунцевської» з метою майбутніх змін, дистанція «Крилатське» — «Піонерська» неодноразово закривалася у вихідні дні або у пізній час з призначенням автобуса «М» між цими станціями з зупинками на всіх проміжних станціях. Закриття 2 січня 2008 — 7 січня 2008 стало останнім і вирішальним, після цього потяги ходили по вже новому напрямку в бік ст. Парк Перемоги.

### Хронологія
| Черга                                  | Дата відкриття   | Довжина    |
| -------------------------------------- | ---------------- | ---------- |
| Олександрівський сад – Смоленська      | з 15 травня 1935 | 1,7 км     |
| Смоленська – Київська                  | 20 березня 1937  | 1,4 км     |
| Олександрівський сад – Площа Революції | 13 березня 1938  | *          |
| Київська – Кутузовська                 | 7 листопада 1958 | 2,3 км     |
| Кутузовська – Філі                     | 7 листопада 1959 | 1,7 км     |
| Філі – Піонерська                      | 31 жовтня 1961   | 3,5 км     |
| Піонерська – Молодіжна                 | 5 липня 1965     | 3,8 км**** |
| Кунцевська                             | 31 серпня 1965   | —          |
| Молодіжна – Крилатське                 | 31 грудня 1989   | 1,9 км     |
| Київська – Виставкова                  | 10 вересня 2005  | 2,2 км**   |
| Виставкова – Міжнародна                | 30 серпня 2006   | 0,5 км     |
| Кунцевська – Крилатське виведено       | 7 січня 2008     | −4,3 км*** |
| Загалом:                               | 13 станцій       | 14,7 км    |

* ССГ завдовжки 0,9 км була використана для з'єднання станцій Олександрівський сад – Площа Революції
** Відгалуження від основної гілки за маршрутом станція Київська — Міжнародна
*** 7 січня 2008 року Філівська лінія була скорочена до кінцевої зупинки — Кунцевська, в той час як станції Молодіжна та Крилатське були передані на Арбатсько-Покровській лінії

### Історія перейменувань
| Станція              | Попередні назви   | Роки      |
| -------------------- | ----------------- | --------- |
| Олександрівський сад | Вулиця Комінтерну | 1935—1946 |
| Олександрівський сад | Калінінська       | 1946—1990 |
| Олександрівський сад | Воздвиженка       | 1990      |
| Виставкова           | Діловий Центр     | 2005—2009 |

## Пересадки
| # | Пересадка на лінію           | зі станції                               | на станцію                    |
| - | ---------------------------- | ---------------------------------------- | ----------------------------- |
|   | Сокольницька лінія           | Олександрівський сад                     | Бібліотека імені Леніна       |
|   | Арбатсько-Покровська лінія   | Олександрівський сад Київська Кунцевська | Арбатська Київська Кунцевська |
|   | Кільцева лінія               | Київська                                 | Київська                      |
|   | Калінінська лінія            | Виставкова                               | Діловий центр                 |
|   | Велика кільцева лінія        | Виставкова Кунцевська                    | Діловий центр Можайська       |
|   | Московське центральне кільце | Кутузівська Міжнародна                   | Кутузовська Діловий центр     |

## Станції
|  | Назва станції        | Дата відкриття   | Пере- садки                                  | Глибина, м | Тип конструкції                                   | Координати                                                              | Фото |
|  | -------------------- | ---------------- | -------------------------------------------- | ---------- | ------------------------------------------------- | ----------------------------------------------------------------------- | ---- |
|  | Кунцевська           | 31 серпня 1965   | Кунцевська Кунцево I                         | 0          | наземна, відкрита                                 | 55°43′51″ пн. ш. 37°26′45″ сх. д. / 55.7307° пн. ш. 37.4459° сх. д.     |      |
|  | Піонерська           | 13 жовтня 1961   |                                              | 0          | наземна, відкрита                                 | 55°44′10″ пн. ш. 37°28′02″ сх. д. / 55.7360° пн. ш. 37.4671° сх. д.     |      |
|  | Філівський парк      | 13 жовтня 1961   |                                              | 0          | наземна, відкрита                                 | 55°44′23″ пн. ш. 37°29′00″ сх. д. / 55.7396° пн. ш. 37.4833° сх. д.     |      |
|  | Багратіонівська      | 13 жовтня 1961   |                                              | 0          | наземна, відкрита                                 | 55°44′38″ пн. ш. 37°29′52″ сх. д. / 55.7438° пн. ш. 37.4977° сх. д.     |      |
|  | Філі                 | 7 листопада 1959 | Філі                                         | 0          | наземна, відкрита                                 | 55°44′46″ пн. ш. 37°30′54″ сх. д. / 55.7460° пн. ш. 37.5150° сх. д.     |      |
|  | Кутузовська          | 7 листопада 1958 | Кутузовська                                  | 0          | наземна, відкрита                                 | 55°44′24″ пн. ш. 37°32′04″ сх. д. / 55.7399° пн. ш. 37.5344° сх. д.     |      |
|  | Студентська          | 7 листопада 1958 |                                              | 0          | наземна, відкрита                                 | 55°44′20″ пн. ш. 37°32′54″ сх. д. / 55.7388° пн. ш. 37.5483° сх. д.     |      |
|  | Міжнародна           | 30 серпня 2006   | Діловий центр Тестовська                     | −25        | колонно-стінова глибокого закладення трисклепінна | 55°44′54″ пн. ш. 37°32′02″ сх. д. / 55.7483° пн. ш. 37.5339° сх. д.     |      |
|  | Виставкова           | 10 вересня 2005  | Діловий центр Тестовська                     | −25        | колонна глибокого закладення трипрогінна          | 55°45′00″ пн. ш. 37°32′28″ сх. д. / 55.749976° пн. ш. 37.541074° сх. д. |      |
|  | Київська             | 20 березня 1937  | Київська                                     | −8,7       | колонна мілкого закладення трипрогінна            | 55°44′37″ пн. ш. 37°33′56″ сх. д. / 55.7436° пн. ш. 37.5655° сх. д.     |      |
|  | Смоленська           | 15 травня 1935   |                                              | −8         | колонна мілкого закладення трипрогінна            | 55°44′56″ пн. ш. 37°34′57″ сх. д. / 55.7488° пн. ш. 37.5825° сх. д.     |      |
|  | Арбатська            | 15 травня 1935   |                                              | −8         | колонна мілкого закладення трипрогінна            | 55°45′06″ пн. ш. 37°36′03″ сх. д. / 55.7518° пн. ш. 37.6007° сх. д.     |      |
|  | Олександрівський сад | 15 травня 1935   | Бібліотека імені Леніна Арбатська Боровицька | −7         | колонна мілкого закладення чоторипрогінна         | 55°45′09″ пн. ш. 37°36′32″ сх. д. / 55.752433° пн. ш. 37.608790° сх. д. |      |

## Депо та рухомий склад

### Депо, що обслуговували лінію
| Депо        | роки обслуговування |
| ----------- | ------------------- |
| «Ізмайлово» | 1958—1962           |
| «Філі»      | з 1962              |

### Кількість вагонів у потягах
| Кількість вагонів | Роки              |
| ----------------- | ----------------- |
| 4                 | 1958—1974         |
| 6                 | 1973—2009, з 2011 |
| 4 (типу «Русич»)  | з 2005            |

На 2010 рік, на лінії використовується близько 220 вагонів

### Типи вагонів, які використовуються на лінії
| Тип вагонів             | Роки        |
| ----------------------- | ----------- |
| А, Ам, Б, Бм            | 1935 — 1953 |
| В4                      | 1958 — 1966 |
| Д                       | 1961 — 1992 |
| Е                       | 1986 — 2007 |
| Ем-508, Ем-509, Еж, Еж1 | 1986—2009   |
| 81-740А/741А            | 2005 — 2006 |
| 81-740.1/741.1          | з 2005      |
| 81-717/714              | з 2011      |

### Технічні подробиці
Система сигналізації: автоблокування з автостопами і захисними ділянками.

## Перспективи
Від відкритої 30 серпня 2006 «Міжнародної» планується продовжити лінію до Західного Річкового Порта.
Є заділ під пряму пересадку зі станції «Олександрівський сад» на станцію «Боровицька».

## Цікаві факти
- Всі три станції московського метро, платформи яких розташовані на дузі, знаходяться на Філівській лінії — це «Міжнародна», «Олександрівський сад» і «Кутузовська». На всіх інших станціях московського метрополітену платформи прямі.
- Два найкоротших перегони в московському метро також розташовані на Філівській лінії: між станціями «Виставкова» і «Міжнародна», і «Олександрівський сад» і «Арбатська».
- Як, втім, і найкоротші станції (якщо не вважати Бутовської лінії).
- Найдовша наземна дистанція «Філі» — «Кунцевська».
- Найбільший ухил в московському метро знаходиться на перегоні Київська — Виставкова і становить 51 тисячну.
- На жодній кінцевої немає повноцінних оборотних тупиків.
- Лінія з «багатою» історією ділянок: ділянка «Олександрівський сад» — «Київська» спочатку належала Сокольницькій лінії (перша черга Московського метрополітену), потім Арбатсько-Покровській (Друга черга), потім 5 років взагалі не експлуатувалася, і тільки з 1958 року експлуатувалася, але вже у складі новоствореної Філівської лінії. Інша колишня дистанція лінії — «Кунцевська» — «Крилатське» в 2008 році увійшла до складу Арбатсько-Покровської лінії.
- Єдина лінія, на якій є платформа, яка працює за розкладом (друга платформа станції «Олександрівський сад»)
- Єдина, на початок ХХІ сторіччя, у московському метрополітені лінія з вилковим рухом (через це у свій час виникали перебої у русі)
- Єдина лінія, де майже у всіх тунелях включено освітлення.
- Єдина лінія, яка складається з одного радіуса, при цьому не планується будувати другий протилежний через складність трасування, бо лінія впирається в Кремль (у 1930-х такий радіус планувався. Лінія мала будуватися мілким закладенням).